# Nokia N76
Il Nokia N76 è uno smartphone multimediale di terza generazione prodotto dalla Nokia. È stato presentato a gennaio 2007 al Consumer Electronics Show a Las Vegas.
È il cellulare dal design più slanciato della Nseries e segue molte tendenze, come lo schermo esterno specchiato e la tastiera in metallo analoga a quella del Motorola RAZR. È disponibile in due colori: nero e rosso/porpora. Sotto al display esterno ci sono tre tasti multimediali pensati per poter cambiare o mettere in pausa le canzoni senza dover aprire il cellulare. Presenta pochissimi difetti; gli unici sono infatti l'usura eccessiva della custodia metallizzata ed una durata abbastanza ridotta della batteria. Numerosi sono invece i vantaggi offerti dal telefono mobile, come la presenza di un rilevatore dati GPS, un browser veloce per la connessione ad Internet ed un lettore di file.pdf, ideale per chi svolge lavori d'ufficio. Inoltre la qualità dell'audio riprodotto è molto elevata, essendo il cellulare disposto di due casse altoparlanti e di numerosi preset per l'equalizzatore. molto utile è inoltre la presenza di prese molto comuni, sia quella per il cavo USB che quella per le cuffie auricolari (dispone di un attacco mini Jack). Eccellente è inoltre la qualità delle foto, sia scattate di giorno che di notte, essendo dotato di un flash abbastanza potente e di numerose soluzioni adattabili alle diverse situazioni di luce.

## Specifiche
| Funzioni                           | Specifiche Tecniche |
| ---------------------------------- | --- |
| Sistema operativo                  | Symbian OS 9.2, S60 3rd Edition, Feature Pack 1 |
| CPU                                | Freescale Semiconductor 32-bit, 369 MHz |
| Memoria (RAM) totale/disponibile   | 96/44 MB |
| Memoria interna totale/disponibile | 128/26 MB |
| Frequenze GSM                      | 850/900/1800/1900 MHz |
| GPRS                               | Si |
| EDGE (EGPRS)                       | Si |
| WCDMA                              | Si (2100 MHz) |
| Schermo interno                    | Matrice TFT, 16 milioni di colori, 240x320 pixels |
| Schermo esterno                    | Matrice TFT, 262.144 colori, 128x160 pixels |
| Videocamera                        | 2.0 Megapixel (Sensore: Toshiba CMOS, F/3, 5 mm), Flash: LED, zoom digitale 20x, EXIF |
| Videocamera secondaria             | Risoluzione 352×288, per videochiamate |
| Formati delle registrazioni        | Video: MPEG-4 bit rate variabile QVGA (320x240) @ 15 fps; Audio: AAC (1 canale, 16bits, 48 kHz, 72 kbit/s)                                                                                      |
| MMS                                | Si |
| Videochiamate                      | Si |
| Push to talk                       | Si |
| Java                               | MIDP 2.0, CLDL 1.1 (supporto 3D) |
| Memory card                        | Si, microSD, espandibile fino a 2 GB |
| Bluetooth                          | Si, 2.0 EDR (3 Mbit/s) |
| Infrarossi                         | No |
| USB                                | Si, 2.0 |
| Browser                            | WAP 2.0/xHTML |
| Email                              | Si |
| Player musicale                    | Si |
| Radio                              | Stereo FM |
| Player Video                       | Si |
| Suonerie                           | Si, MP3, NB-AMR, WB-AMR, True Tones, WAV, AAC, eAAC+, RealAudio, M4A, WMA |
| Batteria                           | BL-4B (3,7V a 700 mAh). Durata in conversazione: 2 ore; in standby: 8,5 giorni |
| Altro                              | Sensore per la luminosità ambientale per ottimizzare il tempo operativo, browser Nokia con Mini Map, Mobile search, jack audio da 3.5 mm, mini USB, supporto per le cuffie stereo wireless A2DP |